# Acnemia johannseni
Acnemia johannseni är en tvåvingeart som beskrevs av Zaitzev 1982. Acnemia johannseni ingår i släktet Acnemia och familjen svampmyggor. Inga underarter finns listade i Catalogue of Life.